# Francesco Ceva Grimaldi
Francesco Ceva Grimaldi (Napoli, 13 febbraio 1831 – Roma, 21 novembre 1899) è stato un politico italiano.
Figlio del marchese di Pietracatella, che fu primo ministro del Regno delle Due Sicilie dal 1840 al 1848.